# Баддеккенштедт
Баддеккенштедт (нем. Baddeckenstedt) — коммуна в Германии, в земле Нижняя Саксония.
Входит в состав района Вольфенбюттель. Подчиняется управлению Баддеккенштедт.  Население составляет 2901 человек (на 31 декабря 2010 года). Занимает площадь 20,47 км².
Коммуна подразделяется на 5 сельских округов.
| Год  | Население |
| ---- | --------- |
| 1990 | 2940      |
| 1995 | 2968      |
| 2000 | 2984      |
| 2005 | 3173      |
| 2010 | 2965      |